# Maria (Blondie)
Maria è un singolo del gruppo musicale statunitense Blondie, pubblicato il 1º febbraio 1999 e contenuto all'interno del loro album No Exit dello stesso anno. La canzone è stata scritta da Jimmy Destri, già autore di altri successi del gruppo come Atomic, e prodotta da Giorgio Moroder. Il singolo rappresenta un ritorno sulle scene del gruppo dopo quasi venti anni di silenzio.
Il singolo raggiunge la posizione numero uno nel Regno Unito, ed ha un enorme successo in tutta Europa. Non riesce a sfondare soltanto negli Stati Uniti, dove il singolo si ferma alla posizione numero 82 della Billboard Hot 100. Quando il singolo raggiunse la vetta della classifica inglese nel febbraio 1999, Debbie Harry con i suoi 53 anni divenne la cantante più "anziana" a raggiungere la vetta di tale classifica. Il brano ebbe un successo particolare in Italia grazie alla versione di Monica Anderson, dove la canzone venne utilizzata in una pubblicità televisiva della Omnitel.
La frase nel testo "...like a Millionaire/walking on imported air" è presente anche in una precedente canzone dei Blondie, Walk Like Me (sempre scritta da Destri), inclusa nell'album Autoamerican del 1980. Si dice che la canzone parlasse, almeno parzialmente, di Regina Russell, all'epoca legata a Clem Burke, batterista dei Blondie.

## Tracce
UK CD 1
1. Maria (Radio Edit) – 4:09
2. Maria (Soul Solution Remix Radio Edit) – 4:08
3. Maria (Talvin Singh Remix Edit) – 4:39

UK CD 2
1. Maria (Radio Edit) – 4:09
2. Screaming Skin (Live) (Ashby, Foxx, Harry, Stein)
3. In the Flesh (Live) (Harry, Stein)

UK CD 3
1. Maria (Radio Edit) – 4:09
2. Maria (Talvin Singh Rhythmic Remix) – 7:26

UK Cassette
1. Maria (Radio Edit) – 4:09
2. Maria (Soul Solution Remix Radio Edit) – 4:08

US CD
1. Maria (Soul Solution Full Remix) – 9:27
2. Maria (Talvin Singh Remix) – 7:27
3. Maria (Talvin Singh Rhythmic Remix Edit) – 4:39
4. Maria (Album Version) – 4:51

US 12"
1. Maria (Soul Solution Full Remix) – 9:27
2. Maria (Soul Solution Bonus Beats)
3. Maria (Talvin Singh Remix) – 7:27
4. Maria (Talvin Singh Rhythmic Remix Edit) – 4:39
5. Maria (Album Version) – 4:51

## Classifiche
| Classifica (1999) | Posizione più alta |
| ----------------- | ------------------ |
| Austria           | 2                  |
| Belgio (Fiandre)  | 3                  |
| Belgio (Vallonia) | 30                 |
| Brasile           | 90                 |
| Costa Rica        | 4                  |
| Francia           | 31                 |
| Germania          | 3                  |
| Grecia            | 1                  |
| Islanda           | 10                 |
| Irlanda           | 3                  |
| Italia            | 15                 |
| Lettonia          | 5                  |
| Nuova Zelanda     | 16                 |
| Paesi Bassi       | 19                 |
| Polonia           | 1                  |
| Regno Unito       | 1                  |
| Spagna            | 1                  |
| Stati Uniti       | 82                 |
| Svezia            | 7                  |
| Svizzera          | 3                  |